# Kolontár
Kolontár là một thị trấn thuộc hạt Veszprém, Hungary. Thị trấn này có diện tích 21,72 km², dân số năm 2010 là 769 người, mật độ 35 người/km².